# SN 1993aa
SN 1993aa – supernowa typu Ia odkryta 19 września 1993 roku w galaktyce A230322-0620. W momencie odkrycia miała maksymalną jasność 17,50m.